# Dead or Alive Xtreme 2
Dead or Alive Xtreme 2 (デッド オア アライブ エクストリーム2?, Detto oa Araibu Ekusutorīmu 2) è un videogioco sportivo per l'Xbox 360 sviluppato da Team Ninja e pubblicato dalla Tecmo nel 2006. È il secondo spinoff della serie Dead or Alive, dopo Dead or Alive Xtreme Beach Volleyball.

## Trama
Nel filmato finale di Dead or Alive 4, Zack e Niki trovano il tesoro di un faraone in una piramide. Con il bottino, Zack fa riemergere dalle profondità del mare la sua isola che è stata distrutta da una eruzione vulcanica nel gioco precedente. Ancora una volta le ragazze vengono ingannate ad andare sull'isola, dove li attendono un piccolo rifugio vacanze e varie attività ricreative.

## Modalità di gioco
Il gameplay di Dead or Alive Xtreme 2 include gli elementi principali del predecessore Dead or Alive Xtreme Beach Volleyball, modificandone alcuni aspetti, e aggiunge altre attività da svolgere durante il periodo di permanenza delle ragazze.
Come nel primo titolo, il giocatore scegliere una ragazza che passerà due settimane sulla Nuova Isola di Zack, riproponendo attività come il beach volley, il gioco d'azzardo e lo scambio di oggetti tra i vari personaggi con lo scopo di modificare la loro attitudine ad interagire con il giocatore. Una serie di attività sono state aggiunge, in particolare le gare di moto d'acqua e diversi minigiochi come il tiro alla fune, rubabandiera, sfide di equilibrio e scivoli in piscina.
Il beach volley è stato leggermente modificato e il giocatore ha una maggiore libertà di movimento, anche se la modalità offline "esibizione" per giocare in multiplayer è stata rimossa. Il multiplayer è disponibile per il beach volley e le gare di moto d'acqua tramite Xbox Live.
Il gioco d'azzardo rimane essenzialmente lo stesso, anche se in questo gioco sono presenti nove slot machine, ognuna dedicata ad una ragazza. Se si vince con un tris di sette (Lucky Seven) alla slot di Christie è possibile sbloccare una sequenza di pole dance con la ragazza giocante.

## Personaggi
In Dead or Alive Xtreme 2 i giocatori possono interpretare una delle nove ragazze attualmente presenti nella serie. Ogni ragazza nel gioco preferisce alcuni oggetti e colori rispetto ad altri, e ciò influenza la sua reazione dopo aver ricevuto un regalo.
I personaggi giocabili sono:
- Ayane
- Christie
- Helena
- Hitomi
- Kasumi
- Kokoro (nuovo personaggio rispetto a DOAX)
- Leifang
- Lisa
- Tina

## Luoghi
La Nuova Isola di Zack (New Zack Island), unica ambientazione del gioco, presenta nuove spiagge e negozi rispetto al primo titolo.
Le spiagge sono quelle presenti in DOAX: l'Isola di Bass (Bass Island), giungla brillante (Brilliant Jungle), spiaggia di Niki (Niki Beach), spiaggia tranquilla (Tranquil Beach, in DOAX chiama spiaggia privata). È stata aggiunta una marina (Niki Marina) per le sfide di moto d'acqua e uno scivolo nella giungla (Water Slide), mentre la piscina è stata divisa in due parti (Pool e Poolside).
I negozi includono nuovamente uno di accessori (Accessories Store), uno per costumi e moto d'acqua (Sports Shops) e uno di oggetti particolari e rari (Zack-Of-All-Trades). In seguito ad un aggiornamento è stato aggiunto un negozio sull'Xbox Live chiamato Crystal Boutique in cui sono venduti solamente gli oggetti sbloccabili nel gioco. Oltre al casinò e alla stazione radio, sono presente tre hotel, il Gemstone Suite, il Seabreeze Cottage e il Moonlight Reef.

## Colonna sonora
È presente nuovamente la stazione radio in cui si può scegliere la musica da ascoltare. Le seguenti canzoni sono presenti nel gioco, anche se è possibile aggiungere le canzoni già presenti sulla console.
- Summer Breezin - Diana King
- How Crazy Are You - Meja
- Double Lovin - Baha Men featuring Reiss
- Sweet Sixteen - Hilary Duff
- Quiero Que Me Quieras - Olga Tañón
- Like That Girl - Fatty Koo
- Holla - Baha men
- Is This Love - Bob Marley
- Lovin' You - Janet Kay
- Brazilian Sugar - George Duke
- Dreamin - Sweet Female Attitude
- Flower (Cutfather & Joe Mix) - Sweet Female Attitude
- Nothing To Lose - Sweet Female Attitude
- Reggae Dancer - Inner Circle
- Another Love Story - Play
- Sweet Sensual Love - Big Mountain
- The Kids Don't Like It - Reel Big Fish
- If It Don't Fit - B*Witched

## Doppiaggio
Inglese
- Kari Wahlgren - Kasumi e Niki
- Hynden Walch - Hitomi
- Janna Levenstein - Ayane
- Kate Higgins - Tina
- Zinnia Su - Leifang
- Karen Strassman - Helena
- April Stewart - Christie
- Masasa Moyo - Lisa
- Kathryn Feller - Kokoro
- Khary Payton - Zack

Giapponese
- Hōko Kuwashima - Kasumi
- Yui Horie - Hitomi
- Wakana Yamazaki - Ayane
- Yūko Nagashima - Tina
- Yumi Tōma - Leifang
- Yuka Koyama - Helena e Niki
- Kotono Mitsuishi - Christie
- Maaya Sakamoto - Lisa
- Ayako Kawasumi - Kokoro
- Bin Shimada - Zack

## Sviluppo
Il titolo, in esclusiva per Xbox 360, è stato realizzato con una versione modificata del motore grafico usato per Dead or Alive 4, aggiungendo nuove caratteristiche come il self-shadowing e nuove tecniche di simulazione dei vestiti e dei costumi. Le gare di moto d'acqua utilizzano invece un nuovo motore grafico.
Dal punto di vista cosmetico sono state apportate due modifiche principali: la prima è l'aggiunta di un sistema di movimento fisico del seno specifico per ogni personaggio, che porta il seno di ogni ragazza a muoversi in maniera diversa rispetto a quello delle altre, anche se spesso in una maniera innaturale ed esagerata; la seconda è il sistema di abbronzatura in base ai costumi da bagno che si indossano.
In Dead or Alive Xtreme 2 sono state proposte altre attività da svolgere oltre al beach volley, considerato il gioco principale in DOAX. Dopo l'aggiunta delle corse con la moto d'acqua, sono stati proposti durante la fase di sviluppo 42 minigiochi, ma alla fine solamente 7 sono stati scelti. Tomonobu Itagaki ha dichiarato che non avrebbe aggiunto attività come tuffi dal trampolino o concorsi di magliette bagnate perché avrebbero "mostrato le donne in una luce negativa", anche se i filmati di pole dance sono rimasti nella versione finale.
Riguardo ai minigiochi criticati, come la gara di equilibrio in cui i personaggi cercano di sbilanciare l'altro a colpi di sedere, Itagaki ha dichiarato si tratta di giochi tipici degli show giapponesi, in cui ci sono modelle in costume che si sfidano in questi tipi di giochi.

## Accoglienza
Dead or Alive Xtreme 2 ha ricevuto un'accoglienza mediocre, generalmente più bassa rispetto al predecessore Dead or Alive Xtreme Beach Volleyball. GameRankings ha dato una percentuale di 54.35%, mentre Metacritic un punteggio di 53 su 100.
Dale Nardozzi di TeamXbox ha commentato il gioco dicendo che "anche se Dead or Alive Xtreme 2 ha una grafica impressionante, diverse attività e una buona combinazione, non è un gioco divertente", dando un voto di 6.7 su 10. Hilary Goldstein di IGN ha espresso pareri simili, aggiungendo che i minigiochi come il Butt Battle o rubabandiera sono basati sulla fortuna e non sulla strategia.
È stato inoltre notato da molti recensori che il videogioco era troppo simile a DOAX e che gran parte delle animazione delle ragazze sono state prese dal videogioco precedente ed adattate al nuovo motore grafico. Le modifiche al sistema di gioco del beach volleyball, attuate per renderlo più scorrevole e libero, lo hanno in realtà reso più difficile. Infine, l'attenzione per le leggi fisiche del seno dei personaggi è stata criticata perché spesso non riproducevano movimenti naturali, come in alcuni casi in cui il personaggio si fermava ma il suo seno si muoveva ancora. Nel 2012 il gioco è stato incluso nella lista di MMGN dei "giochi più sessisti di questa generazione", mentre nello stesso anno ScrewAttack lo ha incluso tra i dieci giochi che "ti fanno venir voglia di fare sesso".